# بيدرو فيكتور (لاعب كرة قدم)
بيدرو فيكتور هو لاعب كرة قدم برازيلي في مركز الدفاع، ولد في 21 مارس 1993 في البرازيل. لعب مع PKNP F.C. ‏.

## وصلات خارجية
- بيدرو فيكتور (لاعب كرة قدم) على موقع قاعدة بيانات كرة القدم.إي يو (الإنجليزية)
- بيدرو فيكتور (لاعب كرة قدم) على موقع Soccerway.com (الإنجليزية)